# Please Please Me (album)
Vous lisez un « article de qualité » labellisé en 2011.
Pour les articles homonymes, voir Please Please Me.
Albums de The Beatles
With the Beatles
(1963)
Singles
1. Love Me Do/P.S. I Love You
Sortie : 5 octobre 1962
2. Please Please Me/Ask Me Why
Sortie : 11 janvier 1963

Please Please Me est le premier album des Beatles, paru le 22 mars 1963 au Royaume-Uni. Sa publication accompagne les débuts de la Beatlemania, après la sortie des deux premiers singles du groupe, Love Me Do en octobre 1962, suivi quatre mois plus tard de leur premier succès au sommet des hit-parades, la chanson Please Please Me. Outre les quatre titres figurant sur ces singles, l'album contient dix chansons enregistrées le 11 février 1963 aux studios EMI d'Abbey Road, lors d'une session d'enregistrement « marathon » de 585 minutes, dans des conditions relevant du direct.
L'album est composé de huit chansons écrites par John Lennon et Paul McCartney et de six reprises faisant partie du répertoire scénique des Beatles. Si la plupart des chansons sont chantées par Lennon et McCartney, seuls ou en duo, George Harrison participe aux chœurs et prête sa voix sur deux morceaux, tandis que Ringo Starr en interprète une. Les quatorze titres sont typiques du répertoire que le groupe joue depuis plusieurs années dans les clubs de Liverpool et de Hambourg. La pochette est illustrée d'une photographie des quatre musiciens prise dans la cage d'escaliers du siège de la compagnie EMI à Londres, parodiée par le groupe lui-même six ans plus tard.
À partir de la sortie de Please Please Me, les Beatles ne cessent de monter en popularité, en Grande-Bretagne d'abord, aux États-Unis ensuite, puis dans le monde entier. L'album s'installe pour plus de sept mois à la première place des hit-parades britanniques. S'il n'est pas l'album du groupe le plus apprécié par la critique, ni celui qui s'est le mieux vendu, il conserve un statut particulier dans leur discographie pour son authenticité, sa fraîcheur et son rôle de précurseur pour le groupe et le phénomène qu'il va déclencher.  Ce disque sera le second disque du groupe publié en France mais sous le nom « Les Beatles No 1 » et au Canada sous le nom Twist and Shout mais cette fois avec une liste de chansons quelque peu différente.

## Historique

### Contexte
Lors de la première séance d'enregistrement des Beatles chez EMI le 6 juin 1962, John Lennon, Paul McCartney et George Harrison jouent ensemble depuis 1958, se produisent dans les clubs de Liverpool et, depuis août 1960, dans ceux des quartiers chauds de Hambourg. Ringo Starr, pour sa part, ne rejoint la formation qu'après le 16 août 1962, jour où Pete Best, le batteur du groupe depuis deux ans, est renvoyé par Brian Epstein, avec le plein accord de Lennon, McCartney et Harrison, profitant d'une suggestion du producteur George Martin. Ringo joue alors depuis trois ans avec le groupe Rory Storm and The Hurricanes. Les Beatles ont quant à eux collaboré au disque My Bonnie de Tony Sheridan en 1961, sous le nom des Beat Brothers,. Le 4 septembre 1962, le groupe enregistre son premier single, Love Me Do, et sa face B, P.S. I Love You, une semaine plus tard,. Un deuxième single, composé de Please Please Me et Ask Me Why, est enregistré en novembre et sort en janvier 1963, grimpant au sommet des hit-parades.
De janvier 1963 à novembre 1964, le groupe se produit à un rythme presque quotidien dans toutes les salles du pays. Ainsi, la majorité de leur premier album sera enregistrée le 11 février 1963, lors d'une pause de 48 heures, entre un concert à l'Empire de Sunderland le 9 février, et un autre à l'Azena Balroom de Sheffield le 12.

« C'est ce qu'ils voulaient : être numéro un. Mais avec ça, est arrivé le début de la Beatlemania. Il y avait déjà eu pas mal de délire à Liverpool, mais là-bas, ils connaissaient tous les mômes. Ils n'essayaient pas de vous sauter dessus, de renverser la camionnette ou d'arracher les rétroviseurs. D'un seul coup, cette folie absolue s'est déclenchée, ce qui était très excitant mais difficile à assumer. Je devais désormais régler les arrivées et départs des salles de concerts, parce qu'il était devenu impossible de sortir normalement. Ils passaient désormais à la BBC, ils avaient un bureau et un fan club à Londres. Quand ils jouaient, c'était un hurlement ininterrompu. Surtout les filles, mais ce qui était curieux avec les Beatles, c'est qu'il y avait également beaucoup de garçons. Ils plaisaient à tout le monde. »

— Neil Aspinall

« Il était évident, commercialement parlant, qu'une fois que le single Please Please Me était devenu un succès, il nous fallait réaliser un album aussi vite que possible. »

— George Martin
Réclamé par le public, le projet d'un 33 tours naît donc rapidement, et prend le groupe au dépourvu. Lennon et McCartney décident cependant d'y inclure une majorité de chansons originales, et de compléter l'album par des reprises. Si ce choix est étonnant dans la mesure où les deux compositeurs ont déjà donné le jour à plus d'une centaine de chansons, il n'en demeure pas moins que les Beatles sont parmi les premiers groupes à interpréter des chansons écrites par eux-mêmes.

« J'étais allé au Cavern Club et j'avais vu ce dont ils étaient capables. Je connaissais leur répertoire et je savais ce qu'ils pouvaient jouer. J'ai dit « venez au studio et nous enregistrerons toutes vos chansons dans la même journée ». Au début, les Beatles n'avaient pas vraiment voix au chapitre en matière de procédure d'enregistrement. Ce n'est qu'après la première année qu'ils ont commencé à s'intéresser aux techniques de studio. Mais comme ils voulaient toujours que les choses soient parfaites, ce n'était jamais l'affaire d'une seule prise. Ils écoutaient et ils refaisaient deux ou trois prises, jusqu'à ce qu'ils soient satisfaits. C'est seulement plus tard qu'ils ont pu s'offrir le luxe de prendre leur temps et de faire d'innombrables prises. »

— George Martin
Quatre des chansons de l'album ont été enregistrées à l'avance : il s'agit des titres présents sur les singles parus en octobre 1962 et janvier 1963 (Love Me Do, P.S. I Love You, Please Please Me et Ask Me Why). Les deux premières sont enregistrées dans des circonstances particulières, les 4 et 11 septembre 1962. En effet, lors de la deuxième journée d'enregistrement, Ringo Starr est remplacé par le batteur professionnel Andy White, et il doit se contenter de jouer du tambourin et des maracas. La version de Love Me Do parue en single, enregistrée le premier jour, présente cependant Ringo à la batterie. Le groupe revient aux studios EMI en novembre, pour enregistrer les deux autres titres. Après l'enregistrement de la chanson Please Please Me, George Martin lâche, depuis sa cabine de mixage : « Les garçons, vous tenez votre premier numéro un, ! » Le single n'atteint cependant pas cette place dans tous les classements, ceux-ci étant à l'époque gérés par des magazines musicaux différents.

### Enregistrement

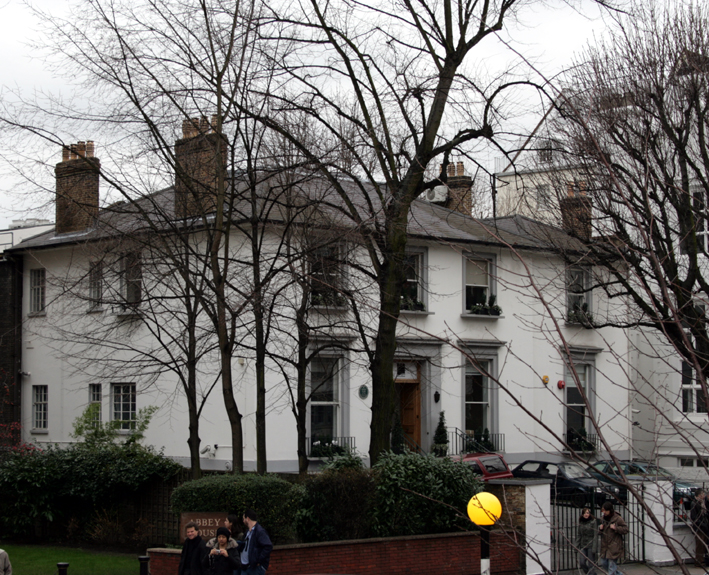
La plus grande partie de l'album a été enregistrée au cours d'une séance de près de dix heures aux studios EMI à Abbey Road.

Comme l'album doit contenir quatorze chansons, dix autres doivent être ajoutées. Initialement, George Martin envisage d'enregistrer le groupe en concert au Cavern Club, devant son auditoire habituel, et va au club de Liverpool, le 9 décembre 1962, pour étudier les aspects techniques. Mais comme les Beatles sont en tournée et que leur agenda ne leur alloue qu'une seule journée libre, le producteur décide d'enregistrer les dix chansons, ce jour-là, aux studios EMI, et pratiquement en direct. Optimiste, George Martin ne réserve que deux séances d'enregistrement, mais une troisième s'impose plus tard. À 10 h, au matin du 11 février 1963, les Beatles commencent à enregistrer. La liste contient des extraits de leur répertoire de 1962 et 1963.

« Ce n'était pas très compliqué : un micro en face de chaque ampli, deux au-dessus de la batterie, un pour le(s) chanteur(s) et un pour la grosse caisse, et encore, je ne suis pas certain qu'il y avait un micro devant la grosse caisse. »

— Ringo Starr

« C'était eux interprétant leur répertoire de scène ; un récital, disons. »

— George Martin
Le groupe joue nuit et jour à travers une Grande-Bretagne frappée par l'un des hivers les plus rudes de son histoire,. John Lennon a un sévère rhume ; un paquet de pastilles censées calmer la toux et les états fiévreux est posé sur le piano qui se trouve dans le studio. Paradoxalement, un paquet de cigarettes se trouve à côté, continuellement fumées par les quatre Beatles.
La première séance, qui débute à 10 h, aboutit à l'enregistrement de deux titres : There's a Place et I Saw Her Standing There (à ce stade intitulée Seventeen). Le groupe ne prend même pas de pause à l'heure du midi ; pendant que l'équipe de production va manger dans un pub non loin, les Beatles restent aux studios et répètent les chansons qu'il reste à mettre en boîte. Entre 14 h 30 et 18 h, trois autres sont couchées sur bande : A Taste of Honey, Do You Want to Know a Secret et Misery. Six dernières chansons sont enregistrées à partir de 19 h 30. L'une d'elles, Hold Me Tight, n'est finalement pas conservée, et sera réenregistrée plus tard dans l'année pour le deuxième opus du groupe, With the Beatles. La majorité des reprises est enregistrée lors de la dernière séance d'enregistrement : Anna (Go to Him), Boys, Chains et Baby It's You.

« On était pour la première fois de notre vie dans un studio d'enregistrement et on a fait ça en douze heures parce qu'ils ne voulaient pas dépenser plus d'argent. Ce disque tentait de nous restituer en direct, et c'était ce qui se rapprochait le plus de ce qu'avaient pu entendre nos publics de Hambourg et de Liverpool. Bien sûr, il n'y avait pas cette ambiance live avec la foule marquant le tempo du pied, mais c'est le meilleur moyen de savoir à quoi on ressemblait avant de devenir les « habiles » Beatles. »

— John Lennon, en 1976

« Je ne sais pas comment ils ont fait ! Nous avions travaillé toute la journée, et plus ça allait, meilleurs ils étaient. »

— George Martin
La journée se termine à 22 h 45 avec la reprise de Twist and Shout, qui doit être enregistrée à la fin, à cause du très mauvais rhume de John Lennon ; George Martin craint que le mal de gorge n'altère la qualité de sa voix, sur un titre où il doit littéralement hurler. Lennon suçote deux pastilles, se gargarise avec un verre de lait, et se lance devant le micro. La performance vocale qu'il délivre alors est généralement reconnue comme un classique. La légende veut que Twist and Shout ait été enregistrée en une seule prise, mais il y en a en fait une deuxième, correctement exécutée, simplement inutilisable puisqu'il ne reste plus rien de la voix de John.

« À la fin de la journée, on a fait ce petit numéro, Twist and Shout, qui m'a pratiquement tué ! »

— John Lennon
Toutes les chansons de l'album sont enregistrées sur un magnétophone de seulement deux pistes, avec les instruments sur la première piste et les voix sur la seconde. Sur la version monophonique, rien n'y paraît, car les deux pistes sont placées ensemble sur le mixage. Par contre, sur la version stéréo, la musique est placée à gauche et les voix sont placées sur la droite du son mixé, ce qui ne donne pas une bonne balance sonore. Love Me Do et P.S. I Love You sont pour leur part présentées en mono, même sur la version stéréo, les bandes à deux pistes originales ayant été perdues.

« L'attente qui a précédé l'écoute de ces enregistrements a été une de nos expériences les plus angoissantes. On était des perfectionnistes. Si jamais ça avait sonné de façon ringarde, on aurait voulu les refaire complètement. Mais il se trouve qu'on a été très satisfaits du résultat. »

— John Lennon
Ils achèvent l'enregistrement en seulement 585 minutes (soit 9 heures et 45 minutes). En trois séances de trois heures chacune, les Beatles produisent une représentation de ce qu'ils jouaient au Cavern Club à leurs débuts. La séance pour l'enregistrement de Please Please Me a coûté 400 livres sterling. Individuellement, de par leur contrat avec l'Union des musiciens, chaque Beatle se fait payer un droit de séance de sept livres et dix shillings (7,50 £)  pour chaque séance de trois heures.

« On n'avait pas beaucoup d'argent chez Parlophone. Je travaillais avec un budget annuel de seulement 55 000 livres. »

— George Martin
Les parties de piano et de célesta que l'on entend sur Misery et Baby It's You sont enregistrées par George Martin le 20 février, en l'absence du groupe. Le producteur utilise une technique consistant à ralentir la bande pour exécuter sa partie, avant de la remettre à vitesse normale, ce qui donne un son classique, un procédé repris deux ans plus tard dans la chanson In My Life. De la même façon, les mixages mono et stéréo de l'album sont réalisés le 25 février par Martin et Norman Smith sans les Beatles, ce qui n'est pas le cas des années à venir dans les studios EMI d'Abbey Road. Comme l'explique Geoff Emerick, âgé de 16 ans à l'époque, tout juste entré comme stagiaire chez EMI, et qui est amené à participer en tant qu'assistant à la séance d'overdubs de claviers de George Martin, le 20 février, le mixage de l'album dans son entier cinq jours plus tard est simple :

« Tout s'est fait en un seul jour, dans les mains expertes de George Martin, Norman Smith et Richard Langham. Imaginez : l'enregistrement ayant eu lieu en deux-pistes mono, il n'y avait presque rien à faire, sinon équilibrer les niveaux des voix par rapport à ceux des instruments, et injecter un peu d'écho. Mais ils ont fait un travail fantastique, et cela sonne toujours aussi frais et excitant ! »

— Geoff Emerick

### Parution

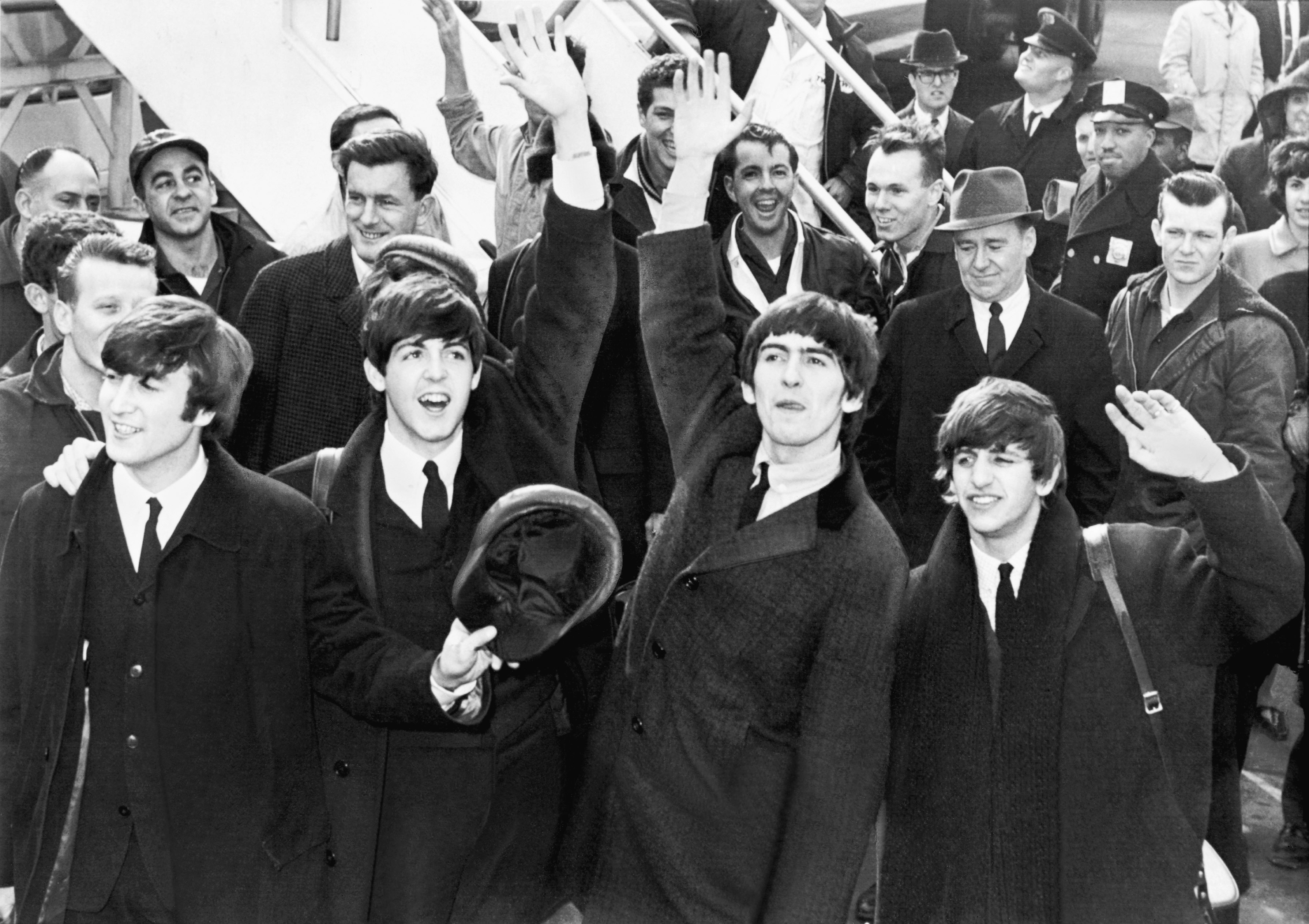
Please Please Me est l'album qui accompagne les débuts de la Beatlemania.

George Martin et Paul McCartney songent un temps à appeler l'album Off the Beatle Track, et ce dernier esquisse même quelques idées pour la pochette,. Finalement, ce premier opus des Beatles paraît sous le titre de Please Please Me, afin de rebondir sur le succès du single du même nom. Il est commercialisé en deux temps : en version monophonique le 22 mars 1963 et en version stéréophonique le 26 avril. L'album se classe en tête des hit-parades britanniques à partir du 11 mai 1963, et s'y maintient durant 30 semaines, passant 74 semaines en tout dans les classements. De plus, l'album qui le remplace à la première place n'est autre que With the Beatles, le deuxième opus du groupe, qui conserve sa place 23 semaines. Les Beatles restent ainsi en tête des ventes pendant presque une année entière, une première pour un groupe de rock. Dix des douze chansons de l'album paraissent également sur des EPs destinés à redynamiser ses ventes : Twist and Shout, The Beatles' Hits, The Beatles (No. 1) et All My Loving. Tous connaissent un bon succès ; Twist and Shout est d'ailleurs la quatrième meilleure vente de 1963, et l'EP le mieux vendu de l'histoire de la musique britannique.
En 1963, au cours de nombreuses prestations en direct des studios de la BBC, les Beatles ré-enregistrent la totalité des chansons de ce disque pour diffusion à la radio et se retrouveront sur les albums Live at the BBC (1994) et On Air - Live at the BBC Volume 2 (2013).
Aux États-Unis, le label Vee-Jay sort l'album sous le titre Introducing… The Beatles, qui paraît le 10 janvier 1964, soit presque un an après, alors que le groupe est déjà au travail sur son troisième album. Afin de s'adapter à l'habitude locale des albums à douze titres, cette version américaine est amputée des titres Ask Me Why et Please Please Me, déjà parus en single. En mars 1965, après que ce label ait perdu les droits de ces chansons, Capitol Records publie The Early Beatles afin de compléter sa discographie.

### Réception
Au début du mois d'avril 1963, quelques jours après la sortie de l'album, Allen Evans écrit pour le New Musical Express que Please Please Me recèle « quatorze titres captivants, avec ce dynamisme vocal qui a rapidement mené le groupe de Liverpool au sommet ». Il rend aussi hommage à George Harrison, « guitariste particulièrement impressionnant sur l'ensemble ». Le 20 avril, Ray Coleman et Laurie Henshaw notent, pour le Melody Maker, les « excellentes guitares et les réjouissantes parties vocales » du disque, formant un « son terriblement commercial » de bon augure pour l'avenir du groupe.
Plus récemment, en 2003, le magazine Rolling Stone place l'album à la 39e place sur sa liste des 500 plus grands albums de tous les temps. Il est le sixième album des Beatles dans ce classement derrière Sgt. Pepper's Lonely Hearts Club Band (no 1), Revolver (no 3), Rubber Soul (no 5), l'album blanc (no 10) et Abbey Road (no 14). Le classement refait en 2020 verra l'album disparaitre de la liste. Rolling Stone place également deux chansons de l'album dans sa liste des 500 plus grandes chansons de tous les temps : I Saw Her Standing There en 139e place et Please Please Me en 184e position.
Pour Roy Carr et Tony Tyler, « de nos jours, l'album paraîtrait un peu bâclé, quoique l'enthousiasme et la fraîcheur de l'ensemble restent ses meilleures qualités ». Pour Rolling Stone encore, les Beatles inventent « l'idée du groupe de rock autonome, qui écrit ses propres hits et joue de ses propres instruments ». D'après Stephen Thomas Erlewine d'AllMusic, « des décennies après sa sortie, cet album sonne encore neuf », les reprises sont « impressionnantes » et les nouvelles chansons « stupéfiantes ». Mike Diver, critique de BBC Music, déclare que si Please Please Me n'est pas l'album des Beatles qui s'est le mieux vendu ou qui a été le mieux critiqué, le temps qu'il a passé en tête des hit-parades britanniques est une excellente réponse à la remarque lancée durant l'audition infructueuse du groupe chez Decca, selon laquelle les « groupes à guitares » étaient sur le déclin. De son côté, le journaliste Daniel Ichbiah explique que, si, avec le recul, l'album semble mineur au sein de l'impressionnante discographie du groupe, à côté de Sgt. Pepper ou Abbey Road, il mérite des égards particuliers, car il est, selon lui, l'album par lequel la Beatlemania a vu le jour.

## Caractéristiques artistiques

### Analyse musicale
« Nous écrivions des chansons à la Everly Brothers, à la Buddy Holly. C'étaient des chansons pop, sans autre arrière-pensée que de créer un son, de faire de la musique. Les textes étaient presque inutiles, ils n'avaient aucune profondeur, aucune importance. »

— John Lennon

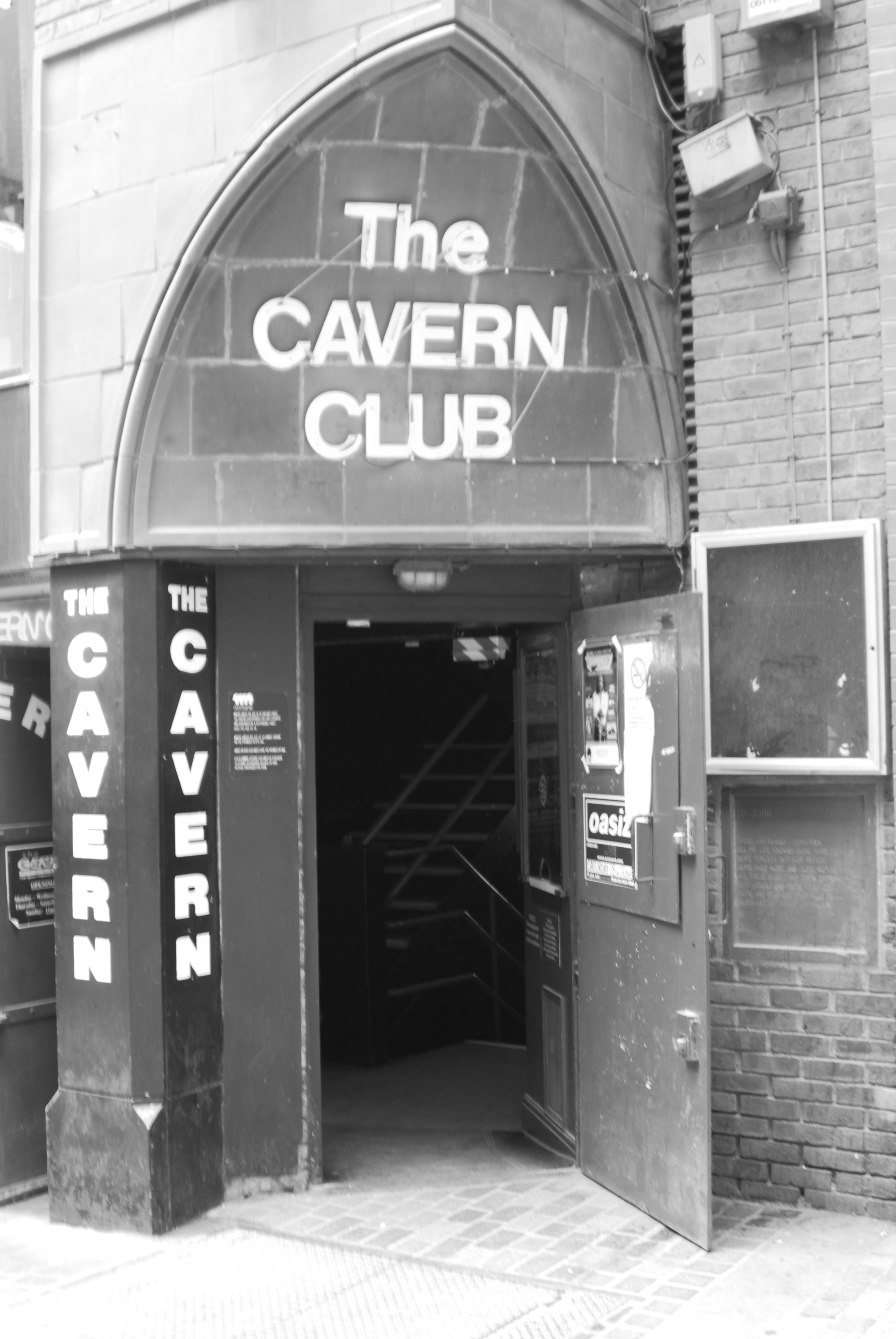
Les chansons de l'album sont celles qui étaient souvent interprétées par le groupe en concert, notamment au Cavern Club de Liverpool.

Ce premier album des Beatles est le seul dans lequel ils interprètent la totalité de leurs chansons dans leur formation originale et scénique : deux guitares, une basse et une batterie. Dès l'album suivant, With the Beatles, le groupe dispose d'un magnétophone 4-pistes. Les différents mixages sont effectués à la fin des mois d'août et d'octobre et la technique de re-recording commence à être utilisée, ce qui permet de varier les instruments, comme les claviers pour Paul McCartney et diverses percussions pour Ringo Starr. Dans les conditions du live, ils ne jouent en effet d'aucun instrument additionnel (à l'exception de l'harmonica employé par John Lennon) et n'utilisent que très peu la technique du re-recording. Il s'agit d'un témoignage des débuts du groupe, qui œuvre alors dans une économie de moyens, mais montre sa maîtrise des harmonies polyphoniques.
Sur les quatorze chansons de Please Please Me, huit d'entre elles sont des compositions originales de John Lennon et Paul McCartney, à une époque où des compositeurs écrivent généralement pour des interprètes. Les Beatles ont déclaré fin 1962 vouloir, comme Buddy Holly et Chuck Berry avant eux, ne réaliser que leurs propres compositions en singles. Ainsi, pour Steve Turner, les Beatles sont les premiers à créer « un rock and roll britannique original ». Par la suite, pratiquement tous les artistes adoptent cette façon de faire. Toutefois, le groupe ne peut pas fournir assez de bons titres pour un album complet et puise six chansons dans son répertoire scénique de l'époque pour le compléter. Ainsi, dans son ouvrage L'intégrale Beatles, les secrets de toutes leurs chansons, Steve Turner écrit : « À ce stade, le répertoire des Beatles était celui de tous les autres groupes : les meilleures chansons des artistes les plus célèbres du moment. Le premier nom sur la liste était évidemment Elvis Presley : ils reprirent une trentaine de chansons qu'il avait enregistrées, ainsi que des morceaux de Chuck Berry, Buddy Holly, Gene Vincent, Fats Domino, Jerry Lee Lewis, Larry Williams, Ray Charles, The Coasters, Arthur Alexander, Little Richard et les Everly Brothers. »
À ce stade de leur parcours commun d'auteurs-compositeurs, qui a démarré peu après leur rencontre en 1957, John Lennon et Paul McCartney, qui travaillent régulièrement dans la maison familiale de ce dernier au 20 Forthlin Road, s'inspirent largement de leurs idoles du rock 'n' roll américain. Les deux musiciens partent généralement des paroles et des accords de leurs chansons favorites autour desquels ils développent leurs propres idées. Lennon explique en 1963 : « Toutes les meilleures chansons que nous avons écrites, celles que tout le monde veut entendre, ont été écrites en collaboration. Parfois, la moitié des paroles sont de moi et [Paul] les complète. On les écrit pratiquement un mot chacun à la fois ».
Les textes ont pour seul rôle de participer à l'atmosphère des chansons et évoquent exclusivement l'amour et les filles, il n'est pas encore question de transmettre le moindre message. Un exemple frappant est Love Me Do, le premier single du groupe, dont les paroles reposent presque exclusivement sur la formule « Je t'aime, alors s'il-te-plaît, aime-moi ». Cependant, les deux comparses s'efforcent déjà d'éviter les clichés américains omniprésents dans la pop britannique de l'époque. Ainsi, lorsque McCartney présente I Saw Her Standing There, pratiquement achevée, à son partenaire Lennon, celui-ci remarque que le début des paroles (« she was just seventeen, never been a beauty queen ») est maladroit et typiquement américain, et remplace la fin par un « you know what I mean » ambigu (« elle n'avait que dix-sept ans, vous voyez ce que je veux dire ? »).
Le contenu de ce premier opus résume bien la diversité qui caractérise déjà les Beatles en 1963, ceux-ci devant alors savoir jouer n'importe quoi pour satisfaire les demandes du public. Trois chansons sont dans la veine rock 'n' roll, I Saw Her Standing There, qui ouvre l'album, Boys et Twist and Shout.  La première est une chanson originale, tandis que les deux autres sont des reprises des Shirelles et des Isley Brothers. Boys, chanson originellement interprétée par un groupe de filles, est ici reprise par les Fab Four sans grand changement dans les paroles ; Ringo Starr chante donc à propos de son affection pour les garçons, conformément à la version originale. Quant à Twist and Shout, l'interprétation qu'en ont fait les Beatles est devenue plus populaire que celle des Isley Brothers, les interprètes précédents de cette chanson originellement interprétée par The Top Notes (en), et est devenue la version la plus connue de la chanson, souvent méprise comme étant écrite par Lennon et McCartney,.

### Pochette et disque

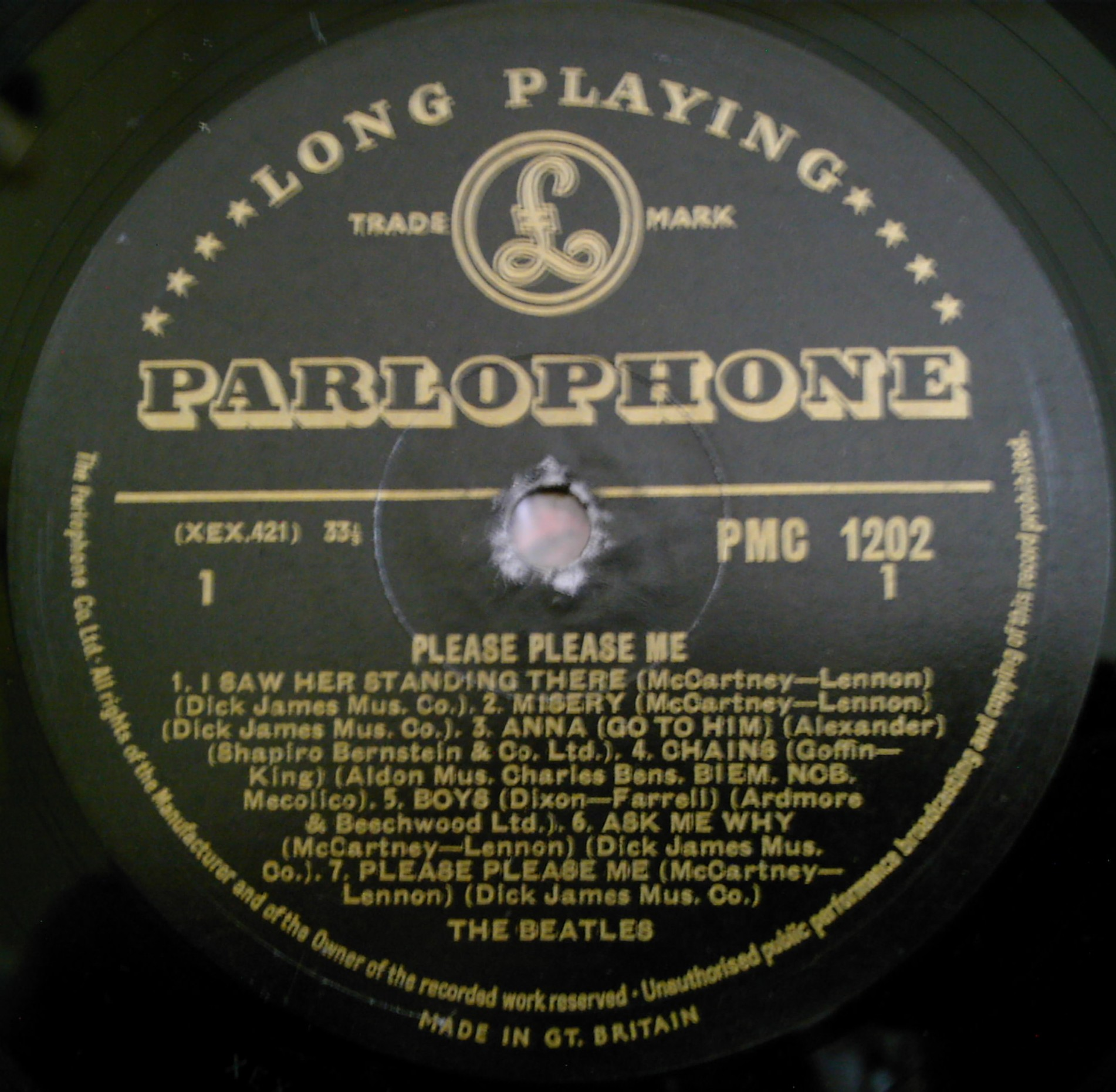
La face A d'une édition originale de Please Please Me, avec le logo doré de Parlophone.

Pour la pochette de l'album, le manager du groupe Brian Epstein songe d'abord à utiliser une des photos prises par Dezo Hoffmann, montrant les quatre Beatles dans les environs d'Abbey Road. De son côté, George Martin, un habitué du zoo de Londres, pense que ce serait une bonne publicité pour l'établissement de photographier le groupe à l'extérieur de la « maison des insectes », en référence au nom du groupe. Mais l'idée de Martin est refusée : « Les gens du zoo étaient très stricts et ils s'y sont opposés. Je parie qu'ils doivent regretter cette décision aujourd'hui ». Finalement, le photographe de théâtre Angus McBean (en) est appelé pour prendre la photo dans la cage d'escaliers du siège d'EMI. Le cliché représente les Beatles en contre-plongée, accoudés à la rambarde et regardant le photographe en riant,,.
Plus tard, en 1969, sur une idée de John Lennon, la pochette de l'album mort-né Get Back devait parodier celle de Please Please Me, montrant les Beatles dans la même position, au même endroit, six ans plus tard. Les quatre musiciens y arborent cette fois barbes et cheveux longs. Finalement, la pochette de l'album publié, retravaillé et rebaptisé Let It Be, montre une série de photos représentant chaque Beatle dans un cadre séparé. La photo de 1969 est cependant réutilisée, avec une autre de la séance de 1963, pour les pochettes des compilations The Beatles 1962–1966 et The Beatles 1967–1970, publiées en 1973.
De face, la pochette se présente donc avec cette photo occupant toute sa surface, sur laquelle sont imprimés le nom du groupe en lettres capitales jaunes, en haut à gauche, et le titre de l'album en rouge dans le coin inférieur droit, en dessous duquel on peut lire en bleu « With Love Me Do and 12 other songs » (« incluant Love Me Do et douze autres chansons »). Le verso est occupé par un texte signé par le premier attaché de presse du groupe, Tony Barrow, qui revient sur les débuts du groupe et le contenu de l'album.  Il explique notamment : « George Martin n'a jamais de maux de tête pour choisir des chansons pour les Beatles. Leur équipe de compositeurs, John Lennon et Paul McCartney, a déjà sous la main suffisamment de compositions pour se maintenir au sommet avec des singles originaux, à partir d'aujourd'hui et jusqu'en 1975! ».
Les premières éditions du disque paraissent alors que Parlophone change de logo. Son ancien logo, en lettres dorées sur fond noir, y apparaît de fait. Ce premier tirage ne dure qu'un mois, si bien que les disques publiés sous cette forme sont devenus rarissimes.

## Fiche technique

### Liste des chansons
Les chansons originales sont créditées « Lennon-McCartney ». Dans le cas d'une reprise, le nom de l'artiste original est indiqué à côté du titre.
Toutes les chansons sont écrites et composées par John Lennon et Paul McCartney, sauf mention contraire.
| 1. | I Saw Her Standing There            |                                | Paul McCartney              | 2:52 |
| 2. | Misery                              |                                | John Lennon, Paul McCartney | 1:47 |
| 3. | Anna (Go to Him) (Arthur Alexander) | Arthur Alexander               | John Lennon                 | 2:54 |
| 4. | Chains (The Cookies)                | Gerry Goffin, Carole King      | George Harrison             | 2:23 |
| 5. | Boys (The Shirelles)                | Luther Dixon, Wes Farrell (en) | Ringo Starr                 | 2:24 |
| 6. | Ask Me Why                          |                                | John Lennon                 | 2:24 |
| 7. | Please Please Me                    |                                | John Lennon                 | 2:00 |

| 8.  | Love Me Do                           |                                             | John Lennon, Paul McCartney | 2:19 |
| 9.  | P.S. I Love You                      |                                             | Paul McCartney              | 2:02 |
| 10. | Baby It's You (The Shirelles)        | Mack David, Barney Williams, Burt Bacharach | John Lennon                 | 2:35 |
| 11. | Do You Want to Know a Secret         |                                             | George Harrison             | 1:56 |
| 12. | A Taste of Honey (Herb Alpert)       | Bobby Scott, Ric Marlow                     | Paul McCartney              | 2:01 |
| 13. | There's a Place                      |                                             | John Lennon, Paul McCartney | 1:49 |
| 14. | Twist and Shout (The Isley Brothers) | Phil Medley, Bert Russell                   | John Lennon                 | 2:33 |

### Instrumentation et équipement
À l'époque de Please Please Me, John Lennon joue avec une guitare Rickenbacker 325 Capri de 1958, dont il continue à faire usage jusqu'à la fin de sa vie et qu'il achète pour environ 100 livres sur un coup de foudre, à Hambourg en 1960. En 1963, il la fait repeindre en noir : on peut la voir dans les émissions du Ed Sullivan Show, ainsi que dans les concerts du Hollywood Bowl. La Gibson J-160 E est l'autre guitare utilisée, autant par Lennon que par George Harrison,. C'est une guitare acoustique que John Lennon et George Harrison ont commandé en 1962 chez Rushworth à Liverpool. 
Tous deux utilisent comme amplification le célèbre Vox AC-30. En 1962, Brian Epstein avait passé un accord avec le Jennings Music Shop de Londres pour obtenir les mêmes amplificateurs que les Shadows. Il avait promis que son groupe, qui selon lui deviendrait plus grand qu'Elvis Presley, n'utiliserait jamais d'autre marque que Vox en concert. Reg Clark, gérant du magasin, s'était laissé convaincre. Plus tard, il déclarera, en parlant de Brian : « Il a tenu parole ! ».
Paul McCartney joue sur une basse Höfner 500/1, basse « violon » qu'il se procure en 1961, chez Steinway à Hambourg, pour 30 livres. L'avantage pour McCartney le gaucher est d'avoir un instrument symétrique qui ne choque pas lorsqu'il est tenu inversé. Il semble même — une controverse existe à ce sujet — qu'il ait en fait commandé une basse pour gaucher, sur mesure, chez Steinway. Une certitude : n'étant pas encore l'une des plus grandes fortunes de Grande-Bretagne, il dut se résoudre à la payer à crédit en dix échéances. Son ampli est un Leak TL 12 Plus, branché sur des haut-parleurs et une cabine Tannoy Dual Concentric. Harrison joue sur une Gretsch Duo Jet de 1957, guitare acquise en 1961 grâce à une annonce du Liverpool Echo, pour la somme de 75 £. Cette guitare, bientôt remplacée par la Gretsch Country Gentleman, le suivra à Hambourg, au Cavern Club, en tournée en Europe et aux États-Unis (en 1964), et servira de temps à autre à des enregistrements. Ringo Starr, enfin, joue sur une batterie Premier Mahogany Duroplastic achetée en juillet 1962, juste avant de rejoindre les Beatles.

### Interprètes
The Beatles
- John Lennon : guitare rythmique, guitare acoustique, harmonica (Chains, Please Please Me, Love Me Do, There's a Place), chant
- Paul McCartney : basse, chant
- George Harrison : guitare solo, guitare acoustique, chant (Chains and Do You Want to Know a Secret)
- Ringo Starr : batterie, tambourin (Love Me Do), maracas (P.S. I Love You), chant (Boys)

Musiciens additionnels
- George Martin : piano (Misery), célesta (Baby It's You)
- Andy White : batterie (Love Me Do), batterie en « cross-stick » (P.S. I Love You)

### Équipe de production
- George Martin : production (sauf Love Me Do), mixage, arrangements
- Ron Richards : production (Love Me Do[44])
- Norman Smith : ingénieur du son, mixage
- Stuart Eltham : ingénieur du son (Misery et Baby It's You)
- Richard Langham : assistant ingénieur
- A.B. Lincoln : assistant ingénieur
- Geoff Emerick : assistant ingénieur (Misery et Baby It's You)
- Chris Neal : assistant ingénieur (Ask Me Why)

## Classements
| Année | Classement                         | Meilleure position |
| ----- | ---------------------------------- | ------------------ |
| 1963  | Royaume-Uni (UK Albums Chart)      | 1                  |
| 1964  | Allemagne (Media Control AG)       | 4                  |
| 1987  | Pays-Bas (Mega Album Top 100)      | 25                 |
| 1987  | Royaume-Uni (UK Albums Chart)      | 32                 |
| 2009  | Autriche (Ö3 Austria Top 40)       | 75                 |
| 2009  | Belgique (Flandre Ultratop)        | 76                 |
| 2009  | Belgique (Wallonie Ultratop)       | 78                 |
| 2009  | Espagne (Promusicae)               | 53                 |
| 2009  | Finlande (Suomen virallinen lista) | 25                 |
| 2009  | Italie (FIMI)                      | 64                 |
| 2009  | Mexique (AMPROFON)                 | 27                 |
| 2009  | Nouvelle-Zélande (RIANZ)           | 32                 |
| 2009  | Pays-Bas (Mega Album Top 100)      | 89                 |
| 2009  | Portugal (AFP)                     | 29                 |
| 2009  | Suède (Sverigetopplistan)          | 27                 |
| 2009  | Suisse (Schweizer Hitparade)       | 74                 |
| 2016  | Suède (Sverigetopplistan)          | 38                 |

### Certifications
| Pays                    | Certification | Ventes certifiées |
| ----------------------- | ------------- | ----------------- |
| Argentine (CAPIF)       | Platine       | 60 000            |
| Australie (ARIA)        | Or            | 35 000            |
| Canada (Music Canada)   | Or            | 50 000            |
| États-Unis (RIAA)       | Platine       | 1 000 000         |
| Nouvelle-Zélande (RMNZ) | Or            | 7 500             |
| Royaume-Uni (BPI)       | Or            | 100 000           |